# 蓝梦之歌
蓝梦之歌是一艘游轮，其建造地點位於德国维斯马，建成後首先由爱达邮轮运营，當時名為维塔号（AIDAvita），也是爱达邮轮的第二艘郵輪。 
2019冠状病毒病疫情期間，该船停運，並於2021年11月起停靠在爱沙尼亚塔林。 2022年6月，來自土耳其的一位买家買下了該郵輪。
2024年1月，该船被出售给國開國際投資，之後又被上海蓝梦国际邮轮股份有限公司借走，並且更名為藍夢之歌。2024年3月，蓝梦之歌抵达中国山東青島。  2024年6月5日，蓝梦之歌从上海北外滩啟航，開啟來到中國後的首度載客運營。